# 자유부인 2 (1986년 영화)
"자유부인 2"는 한국에서 제작된 박호태 감독의 1986년 영화이다. 최무룡 등이 주연으로 출연하였고 정도환 등이 제작에 참여하였다.

## 출연

### 주연
- 최무룡
- 이수진
- 김원섭
- 문태선

## 기타
- 조명: 서병수